# Devin Brown
Devin LaVell Brown (* 30. Dezember 1978 in Salt Lake City, Utah) ist ein ehemaliger US-amerikanischer Basketballspieler, der den Großteil seiner Profikarriere in der NBA aktiv war. Als Spieler der San Antonio Spurs gewann Brown im Jahr 2005 die NBA-Meisterschaft.

## Spielerkarriere

### High School
Brown wuchs in San Antonio, Texas auf, wo er organisierten Basketball an der South San Antonio West Campus High School spielte und die meisten Punkte als High-School-Spieler in der Geschichte der Stadt erzielen konnte.

### College
Danach spielte Devin vier Jahre an der University of Texas at San Antonio, wo er ebenfalls der All-Time Leading Scorer der Schule wurde (1,922 Punkte). Im Schnitt machte er dort 18,3 Punkte, 7,2 Rebounds, 2,7 Assists und 1,75 Steals in 32,0 Minuten pro Spiel.
Als Student im ersten Jahr wurde er zum 1998–99 Southland Conference Freshman of the Year gewählt. Außerdem wurde er dreimal ins All-Southland Conference First Team benannt.
Brown ist der einzige Spieler seiner Universität, der jemals ein Triple-Double erzielen konnte. Am 17. Februar 2001 verzeichnete er 33 Punkte, 11 Rebounds und 11 Assists gegen die Louisiana-Monroe Indians.
Seine Trikotnummer wurde von der UTSA von der zukünftigen Vergabe ausgeschlossen. Damit wurde er der erste Roadrunner, dem diese Ehre erteilt wurde.

### NBA
Devin Brown wurde im NBA Draft 2002 nicht von einem NBA-Team ausgewählt. Allerdings wurde er von den San Antonio Spurs ins Sommertrainingscamp eingeladen. Kurz vor der Saison wurde er entlassen, erhielt im November für zwei Wochen jedoch nochmals einen Vertrag.
Nachdem er von den Fayetteville Patriots im Draft der National Basketball Development League (NBDL) an zweiter Stelle ausgewählt worden war, spielte er für 44 Spiele für die Patriots und wurde zum 2003 NBDL Most Valuable Player und zum NBDL „Rookie of the Year“ gewählt. Devin hielt die Ligarekorde von 38 Punkten und 14 Feldkörben in einem Spiel (aufgestellt am 5. Dezember 2002 gegen North Charleston).
Im April 2003 erhielt er einen Zehntagesvertrag bei den Denver Nuggets. Zur Saison 2003/04 unterzeichnete Devin zum dritten Mal bei den Spurs, für die er zwei Saisons spielte. 2004/05 konnte er mit der Mannschaft aus San Antonio sogar die NBA-Meisterschaft gewinnen.
Am 9. September 2005 bekam er einen Vertrag bei den Utah Jazz. Nach nur einer Saison wurde er allerdings am 12. Juli 2006 von den Jazz zusammen mit Keith McLeod und Andre Owens zu den Golden State Warriors im Tausch für Derek Fisher getradet. Brown wurde daraufhin jedoch sofort von den Warriors entlassen.
Am 22. Dezember 2006 erhielt er einen Vertrag bei den New Orleans Hornets, um die verletzungsbedingt entstandenen Lücken des Teams zu füllen. Er führte sich so gut ins Team ein, dass er kurz darauf in die Startformation der Hornets aufstieg. Eine Position, die er auch noch ausfüllte, nachdem einige der zuvor verletzten Stars wieder zurückkamen. Die Saison 2006/07 wurde die beste in seiner bisherigen NBA-Karriere. Er erzielte durchschnittlich 11,6 Punkte und 4,3 Rebounds in 58 Spielen, von denen er 49 startete.
Am 29. September 2007 unterzeichnete Brown einen Einjahresvertrag beim amtierenden Eastern-Conference-Champion, den Cleveland Cavaliers, der ihm über 1 Million US-Dollar einbrachte. Dort bekam er als Backup für Saša Pavlović im Schnitt 22,2 Minuten Spielzeit pro Partie.
Zur Saison 2008/09 wechselte Brown zurück zu den Hornets. Dort spielte er bis Januar 2010. Am 26. Januar 2010 gaben die Hornets bekannt, dass Brown zu den Chicago Bulls getradet wurde. Im Gegenzug wechselte Center Aaron Gray von den Bulls zu den Hornets. Beim Klub, in dem Michael Jordan seine größten Erfolge mit der vom Verein nach seinem Rücktritt zurückgezogenen Trikotnummer 23 erzielte, absolvierte Brown, dessen favorisierte Trikotnummer ebenfalls in Anlehnung an Michael Jordan die 23 ist, noch elf Spiele in der Saison 2009/10.
In den 465 NBA-Saisonspielen (127 Starts) seiner Karriere konnte Brown im Schnitt 7,2 Punkte und 2,8 Rebounds verzeichnen. Im Oktober 2011 hatte er ein kurzes vierwöchiges Comeback beim polnischen EuroLeague-Starter Asseco Prokom aus Gdynia. Nachdem er dort entlassen worden war, versuchte er sich im Januar 2012 als Veteran erneut in der NBA D-League bei den Erie BayHawks, wo er jedoch auch bereits nach vier Spielen als Spieler auf der Verletztenliste entlassen wurde.